# Ераничи (микрорайон Перми)
Ераничи — микрорайон № 9 Индустриального района Перми. Население 8519 человек (2000). Домов частных — 376, муниципальных — 11, ведомственных — 6, ЖСК — 2, ТСЖ — 2.
Граница микрорайона:
ул. Советской армии, ул. Танкистов, ул. 9-го Мая, ул. Семченко, ул. Теплогорская, проспект Декабристов, ул. 2-я Теплогорская, ул. Беляева, ул. Комбайнёров, ул. Рязанская, ул. Норильская (вдоль ветки ж.д.), ул. Самолётная (ж.д.).

## История
В 1792 году впервые упоминается деревня Худякова в которой жил с семьёй Геросим Ерофеевич Верхоланцов, основателей Ераничей.
1 декабря 1937 начала строиться новая часть посёлка. В том году появились улица Подводников, Модельная, Снайперов. В 1940-е застраивались Рязанская, Молодогвардейская, Веры Засулич, Советской Армии.
С 1930-х годов располагался совхоз «Ераничи». С 1945 года здесь работала школа садоводов овощеводов. Позднее школа преобразована в ПГТУ № 77, ныне это Пермский сельскохозяйственный техникум.

## Улицы
- Улица Карпинского
- Улица Советской Армии
- Проспект Декабристов
- Улица Подводников
- Улица Кавалерийская
- Улица Веры Засулич

## Театр «Ироничная компания»
Основан в 1984 году. Перебрался на Проспект Декабристов 39/1. В 1990 году коллектив художественной деятельности стал профессиональным театром и получил своё нынешнее название.